# Oligia cupricolor
Oligia cupricolor là một loài bướm đêm trong họ Noctuidae.